# نیتین نوهریا
نیتین نوهریا (انگلیسی: Nitin Nohria) یک مهندس شیمی اهل آمریکا است.